# Kevin Gutiérrez
Kevin Rusell Gutiérrez González (ur. 1 marca 1995 w Tuxtla Gutiérrez) – meksykański piłkarz występujący na pozycji defensywnego pomocnika lub lewego obrońcy.

## Kariera klubowa
Gutiérrez pochodzi z Tuxtla Gutiérrez, stolicy stanu Chiapas, jednak wychowywał się w pobliskiej miejscowości San Fernando. W wieku juniorskim występował w lokalnych amatorskich zespołach – kolejno w Deportivo Cárdenas, Atlético Chiapas, Calzamex, American School i Aexa. Jako nastolatek przeniósł się do największego klubu w regionie – Jaguares de Chiapas, do którego seniorskiej drużyny został włączony w wieku siedemnastu lat przez szkoleniowca José Guadalupe Cruza. W Liga MX zadebiutował 20 lipca 2012 w przegranym 0:4 spotkaniu z Tigres UANL; w barwach Chiapas spędził tylko rok, notując zaledwie dwa ligowe występy, po czym władze klubu sprzedały licencję ekipie Querétaro FC. Po przenosinach sytuacja zawodnika nie uległa zmianie – wciąż pełnił wyłącznie rolę głębokiego rezerwowego. Premierowego gola w najwyższej klasie rozgrywkowej strzelił 24 kwietnia 2015 w przegranej 1:3 konfrontacji z Tigres UANL, a w tym samym, wiosennym sezonie Clausura 2015 zdobył z Querétaro wicemistrzostwo kraju, okazjonalnie pojawiając się na boiskach.
Wiosną 2016 Gutiérrez został wypożyczony do zespołu Club Tijuana.
| Sezon     | Klub                | Kraj   | Rozgrywki | Mecze | Bramki |
| --------- | ------------------- | ------ | --------- | ----- | ------ |
| 2012/2013 | Jaguares de Chiapas | Meksyk | Liga MX   | 2     | 0      |
| 2013/2014 | Querétaro FC        | Meksyk | Liga MX   | 0     | 0      |
| 2014/2015 | Querétaro FC        | Meksyk | Liga MX   | 2     | 1      |
| 2015/2016 | Querétaro FC        | Meksyk | Liga MX   | 1     | 0      |
| 2015/2016 | Club Tijuana        | Meksyk | Liga MX   |       |        |